# Dark jazz
Le dark jazz, horror jazz, jazz noir ou doom jazz sont des désignations pour un genre musical qui, dans la culture populaire, est souvent considéré comme une forme de jeu du jazz. On associe généralement à ces désignations des morceaux de musique à orientation instrumentale qui combinent des éléments de musique lounge, de jazz et d'ambient, avec une tendance marquée pour la musique de film à l'atmosphère sombre et surréaliste-psychédélique, l'élément jazz jouant un rôle plutôt discret. Le style est apparu dans les années 1990 dans le contexte du metal extrême.

## Classification musicale
Les interprètes du dark jazz ont en commun le mélange « d'ambient et de jazz, de noir et de ralentissement, de doom et de tons mélancoliques ». De nombreux représentants du genre présentent en outre des références cinématographiques. Ainsi, les réminiscences des films trash, BDSM et d'horreur et de leur iconographie sont fréquentes,. Ainsi, le courant musical est décrit comme une « musique de tête influencée par le jazz » et une « musique pour des films jamais tournés ».
Le dark jazz est toujours joué très lentement, la plupart du temps avec des instruments de jazz réels ou assistés numériquement. Outre l'atmosphère cinématographique et le jeu lent, le paysage sonore typique est proche du doom metal, avec une atmosphère sombre et un espace très vaste. La transition vers des styles musicaux voisins et similaires, comme l'ambient, le dark ambient et le post-rock, se fait en douceur. Le dark jazz est parfois classé comme une forme de jeu du post-rock.
Pourtant, il n'y a que peu d'instruments clairement identifiables qui sont communs aux interprètes de dark jazz. La plupart d'entre eux utilisent une batterie jouée le plus lentement possible avec un balai. Une contrebasse et un vibraphone sont également souvent utilisés. D'autres instruments comme le mellotron, le piano Rhodes, la trompette, l'alto, le violoncelle ou le saxophone sont intégrés dans le son par certains représentants. Le chant n'est en revanche que rarement utilisé. Certains interprètes, comme The Mount Fuji Doomjazz Corporation, ont davantage recours aux synthétiseurs et aux séquenceurs pour créer un son atmosphérique, et n'utilisent que sporadiquement des instruments analogiques. De même, il n'est pas possible d'établir un constat uniforme en ce qui concerne l'approche de la composition. Alors que de nombreux projets utilisent plutôt une composition complète, d'autres ont recours à l'improvisation situationnelle,,,,,. Le dark jazz se distingue du jazz par le fait qu'il néglige les éléments caractéristiques du jazz. Il renonce notamment la plupart du temps aux improvisations solistes. Même les interprètes qui improvisent renoncent généralement aux solos et se concentrent à la place sur la création d'une atmosphère générale. Gert Keunen qualifie même ce style de « jazz pour ceux qui n'aiment pas le jazz ».

## Histoire

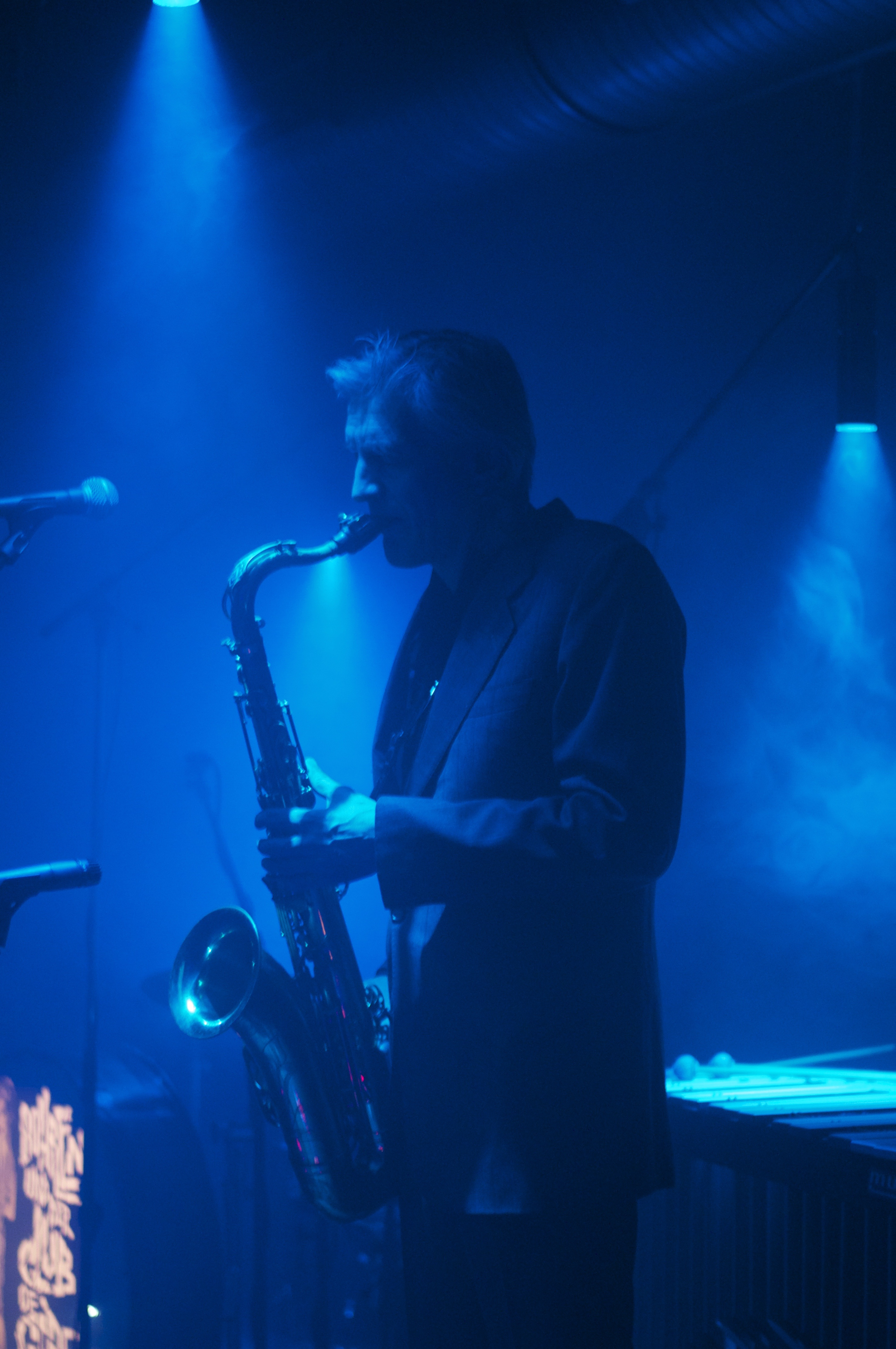
Christoph Clöser du groupe pionnier Bohren und der Club of Gore.

On considère généralement Bohren und der Club of Gore comme le premier projet de dark jazz. Pourtant, on attribue à Angelo Badalamenti et à sa musique de film, notamment son travail pour la série Twin Peaks de David Lynch, au début des années 1990, ainsi qu'à Jarboe, dans sa coopération avec le groupe de no wave Swans à partir du milieu des années 1980, des rôles de précurseurs du genre. Outre les critiques qui font le lien avec Jarboe, Badalamenti et Lynch, certains des interprètes font également référence à une telle inspiration. Ainsi, le Dale Cooper Quartet & the Dictaphones s'est nommé d'après le rôle principal de la série télévisée Twin Peaks, le groupe russe Côte Déserte a appelé son premier album Dale Cooper's Case et l'a conçu en référence à des séquences iconiques de la série, et Detour Doom Project a fait explicitement référence à Lynch et Badalamenti en tant que facteurs d'influence majeurs.
Cependant, ce n'est qu'avec le groupe Bohren und der Club of Gore de Mülheim que la musique « s'est développée en un véritable style »,. Le groupe, issu du metal extrême et du punk hardcore, cherchait un moyen d'expression alternatif et s'est détourné en 1992 « des sons métalliques durs [...] et a combiné des sons jazz typiques de piano, basse, saxophone et batterie avec la lourdeur des guitares du doom metal. De plus, ils ont imprégné leur son de sons ambiants atmosphériques ».
Après les premières publications et les succès d'estime de Bohren und der Club of Gore, d'autres projets ont suivi, présentant un mélange musical similaire, souvent cinématographique, d'instruments de jazz et d'atmosphère sombre. L'approche musicale est souvent interprétée comme une antithèse des styles musicaux auxquels les musiciens aspiraient auparavant, à savoir le death metal, le grindcore ou le punk hardcore,. Morten Gass, membre fondateur de Bohren und der Club of Gore, confirme le souhait de s'émanciper de ces styles tout en conservant l'attitude fondamentale d'un groupe de metal. En conséquence, il fait notamment référence à des interprètes de metal extrême comme facteurs d'influence. Ainsi, il qualifie des groupes comme Hellhammer, Repulsion, Autopsy et Gore de sources d'inspiration importantes, aux côtés de Cocteau Twins, Sade, Martin Böttcher et Helge Schneider.
Avec le succès du quatrième album de Bohren, Black Earth, sorti en 2002 et distribué internationalement par Ipecac Recordings, et l'apparition d'autres projets musicaux de même nature comme Dale Cooper Quartet and the Dictaphones, The Kilimanjaro Darkjazz Ensemble et Heroin and Your Veins, différentes appellations se sont visiblement répandues, sous lesquelles les interprètes ont été subsumés. La plupart de ces appellations de style ont été utilisées à l'origine pour décrire la musique de Bohren and the Club of Gore,,.
Des éléments de dark jazz ont parfois été repris jusqu'à des albums entiers joués dans le genre par des groupes de metal, notamment par des représentants du drone doom comme Earth, Sunn O))) et Aidan Baker alias Nadja, ainsi que par des interprètes du post-metal comme Walk Through Fire et Callisto,,,. De même, le groupe de doom metal Messa mentionne le style et surtout son principal initiateur comme une influence significative sur son propre style. Il arrive également que le dark ambient se recoupe, comme chez Noroeste ou Wordclock.
Cependant, le genre est resté principalement un phénomène underground. Seuls les initiateurs du genre Bohren und der Club of Gore ont atteint les hit-parades allemands en 2014, en plus de leur succès dans la presse. D'autres interprètes comme Detour Doom Project, Senketsu No Night Club, Heroin and Your Veins, Povarovo, Macelleria Mobile di Mezzanotte, Radare, Taumel, Last Call at Nightowls ou Tartar Lamb sont restés à l'écart des succès plus populaires. De plus, de nombreux interprètes de dark jazz n'ont pas été remarqués par la presse. Cette réception publique se limitait à quelques interprètes comme Bohren & the Club of Gore et The Kilimanjaro Darkjazz Ensemble.
De même, aucun public homogène du genre n'a pu se former. Ainsi, certains groupes sont plutôt appréciés par un public de jazz et d'avant-garde, tandis que d'autres sont davantage appréciés par les adeptes du punk, de la dark wave ou du metal,. Au plus tard dans les années 2010, Denovali Records s'est distingué comme un label important avec les publications de représentants du genre et d'interprètes qui s'en sont rapprochés, comme The Lovecraft Sextet, The Mount Fuji Doomjazz Corporation, The Kilimanjaro Darkjazz Ensemble et Povarovo. D'autres labels comme l'italien Signora Ward Records et le russe Aquarellist se sont également consacrés davantage au genre, mais n'ont pas atteint une popularité analogue à celle du feuilleton.